# كارلالبرتو ليدو
كارلالبرتو ليدو (بالإيطالية: Carlalberto Ludi)‏ (24 ديسمبر 1982 في إيطاليا - ) هو لاعب كرة قدم إيطالي في مركزي قلب الدفاع والدفاع. لعب مع نادي بارما ونادي برو فيرتشيلي ونادي بيزا ونادي ريجيانا 1919 ونادي نوفارا وUnione Sportiva Brescello ‏ ونادي براتو وMontevarchi Calcio Aquila 1902 ‏.

## وصلات خارجية
- كارلالبرتو ليدو على موقع الاتحاد الأوربي (الإنجليزية)
- كارلالبرتو ليدو على موقع قاعدة بيانات كرة القدم.إي يو (الإنجليزية)
- كارلالبرتو ليدو على موقع Soccerway.com (الإنجليزية)
- كارلالبرتو ليدو على موقع عالم كرة القدم.نت (الإنجليزية)